# Alfa Romeo 1000 Aerfer
L'Alfa Romeo 1000 Aerfer è un modello di filobus realizzato in Italia nei primi anni sessanta.

## Caratteristiche
Il filobus Aerfer FI 711.2 F/Pd, costruito a struttura portante su gruppi meccanici ALFA Romeo Mille fu realizzato dalla Casa di Pomigliano d'Arco in 110 esemplari, 84 costruiti per l'ATAN, 26 per TPN, le due maggiori Aziende napoletane di trasporto, tra il 1960 e il 1963. Lunghi 11 m, erano dotati di motore OCREN-Sécheron L 336 C tetrapolare da 151 HP, Rispetto alle vetture immediatamente precedenti (Alfa Romeo 911 AF Aerfer FI 711) presentavano, e per la prima volta, il servosterzo; di più, erano vetture potenti, silenziose, affidabili.

### Napoli

#### ANM (ex ATAN)

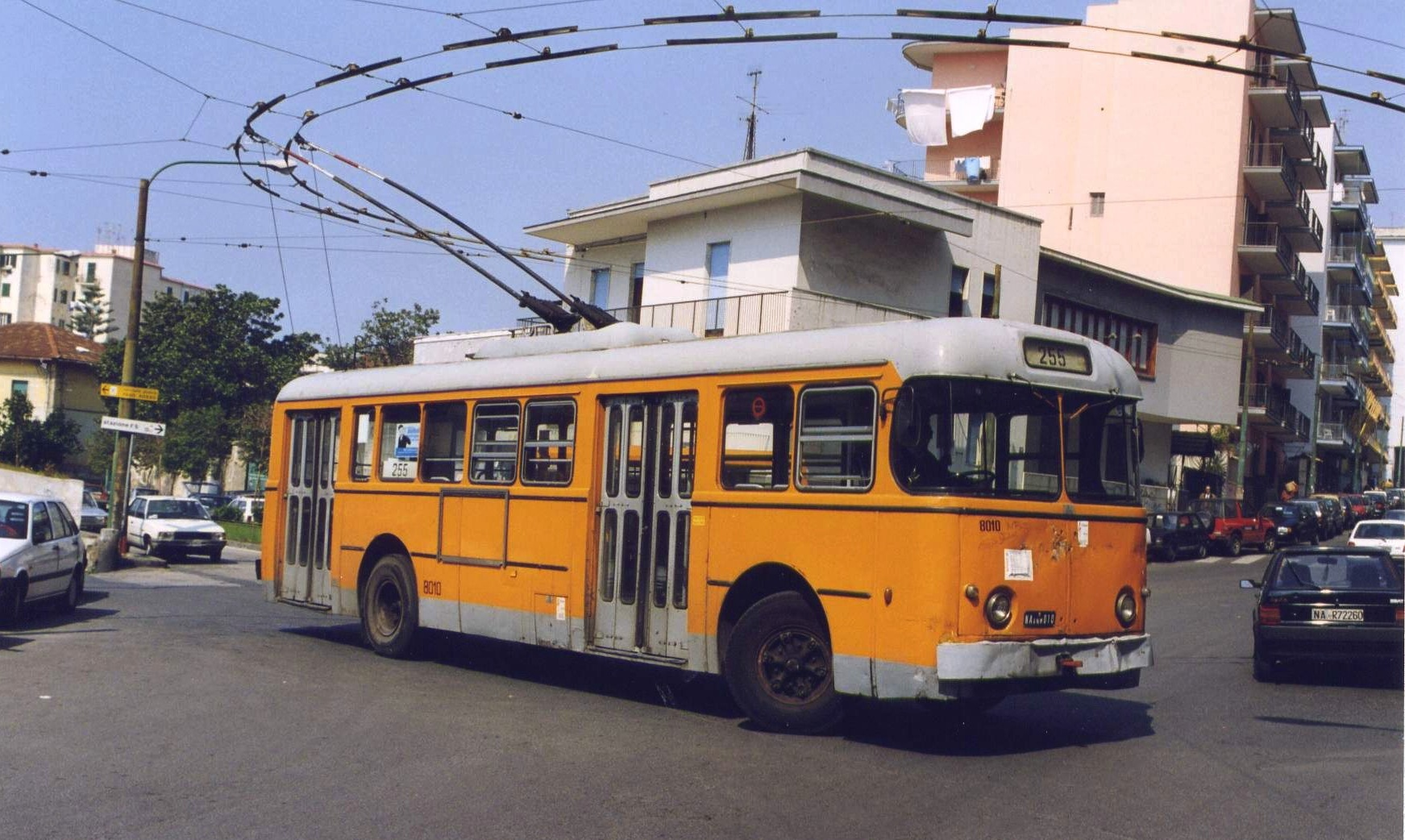
La 8010 di l'ANM che gira a Torre del Greco nel 1999

L'ATAN numerò i suoi 84 esemplari in due serie diverse, 8301-8306 e 8001-8078; i sei filobus iniziali erano stati acquistati con fondi ECA e quelli restanti furono sovvenzionati con un fondo speciale ministeriale per l'ammodernamento delle linee vesuviane. Vetture di eccezionale longevità, furono tutte ricostruite tra il 1976 e il 1980, garantendo la prosecuzione del servizio filoviario nell'area vesuviana addirittura fino al 2000, quando vennero sostituiti dai filobus bimodali AnsaldoBreda F19.
L'alienazione degli Alfa Mille ATAN si è compiuta con la definitiva messa a riposo di tre esemplari residui (8038-8039-8306) a marzo 2001, ma solo una quarta precedentemente accantonata è stata preservata, la 8021, completamente restaurata e riverniciata in bi-verde a cura delle maestranze aziendali, viene utilizzata come veicolo storico.
La livrea originale delle vetture era in due toni di verde, trasformata negli anni ottanta in grigio-arancio, modificando anche fanali, finestrini ed altri particolari.

#### CTP (ex TPN)

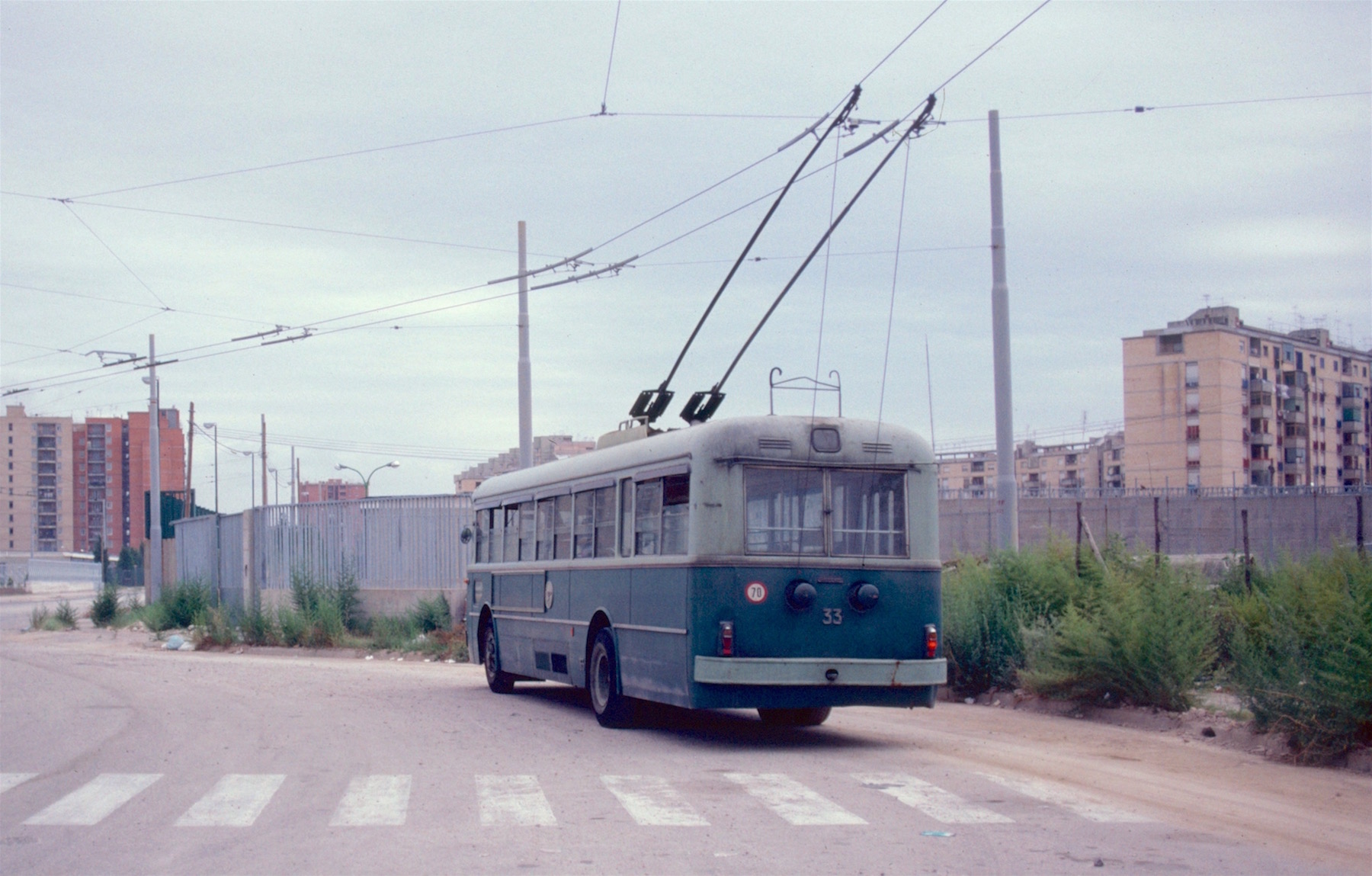
La 33 di CTP al capolinea Secondigliano “Rione 167” nel 1983

L'allora "TPN" aveva acquistato 26 filobus di questo tipo operanti, anche in questo caso, per oltre 40 anni.
- serie 11-36: 26 vetture, costruzione 1962-1963, targhe NA-CTP-011/036, radiati nel 2004.

Le vetture TPN, utilizzate sulla linea filoviaria Napoli-Aversa, furono anch'esse ricostruite negli anni settanta-ottanta, ed anch'esse hanno dimostrato un'eccezionale resistenza all'usura. Ed anche degli ALFA mille TPN sono “sopravvissuti” due esemplari, destinati dall'Azienda a fini museali.
La livrea originale delle vetture era biverde, trasformata negli anni ottanta in arancio ministeriale contornata da una fascia nera che passa a metà vettura, modificando anche fanali, finestrini ed altri particolari.

## Conservazione

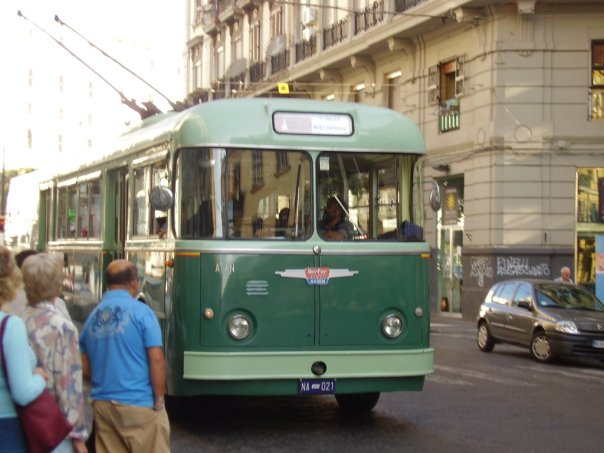
Filobus storico 8021 in corso Garibaldi

- L'ANM ha riportato allo stato originale la vettura n. 8021 (livrea biverde, finestrini a cremagliera) per impiegarla in manifestazioni particolari, come l'inaugurazione in due tempi delle linee filoviarie 201 e 202. Sorte diversa invece per le altre due vetture, la 8038 e la 8306, rimaste accantonate nell'ex deposito tranviario di Fuorigrotta per 15 anni, sono state inviate alla demolizione nel luglio del 2015.
- La CTP ha preservato nel deposito di Teverola gli ultimi 2 Alfa Romeo Mille Aerfer che hanno lasciato il servizio (vetture nn. 27 e 32).